# Kurt Unger (Politiker)
Kurt Friedrich Unger (* 8. Oktober 1901 in Cainsdorf; † 28. März 1972 in Nienbrügge) war ein deutscher Politiker (NSDAP).

## Leben
Nach dem Schulbesuch betätigte sich Unger in der Landwirtschaft und arbeitete als Knecht auf einem Hof in Langenhagen. Später war er als Straßenwärter tätig.
Unger war 1933 in der letzten Wahlperiode für die NSDAP Abgeordneter des Schaumburg-Lippischen Landtages.
Unger nahm als Soldat am Zweiten Weltkrieg teil und geriet 1945 in britische Gefangenschaft, aus der er im Februar 1946 entlassen wurde. Ab 1948 lebte er auf einem Hof in Nienbrügge.